# 住石マテリアルズ
住石マテリアルズ株式会社（すみせきマテリアルズ、英文社名：Sumiseki Materials Co., Ltd.）は、東京都港区に本社を置く日本の株式会社。資産等の管理を主な事業としている。

## 概要
かつては石炭の仕入・販売も行っていたが、2009年10月に住石貿易株式会社へ事業譲渡した。現在の主な収益源は豪Wambo社からの配当金。。
旧社名は住友石炭鉱業であり、住友グループに属していた。2008年10月、単独株式移転により持株会社制に移行。それに先立ち、同年9月25日で東京・大阪両証券取引所での上場を廃止し、現社名に変更した。

## 沿革
- 1893年（明治26年）11月 - 九州に庄司炭砿（福岡県飯塚市）を入手、石炭事業に着手。
- 1894年（明治27年）4月 - 九州の忠隈炭砿（福岡県飯塚市）を入手、若松炭業所（福岡県北九州市若松区）設置。
- 1924年（大正13年）10月 - 北海道の坂炭砿株式会社（歌志内市）の経営に参加。東京証券取引所、大阪証券取引所に上場（1503）。
- 1925年（大正14年）10月 - 坂炭砿を住友坂炭砿株式会社に商号変更。
- 1927年（昭和2年）6月 - 住友別子鉱山株式会社を設立（当社の設立登記日）。
- 1928年（昭和3年）6月 - 住友九州炭砿株式会社を設立。北海道三笠市の奔別炭鉱を入手。
- 1929年（昭和4年）8月5日 - 上歌志内鉱でガス爆発事故。70人死亡[7]。
- 1930年（昭和5年） 4月 - 住友坂炭砿と住友九州炭砿を合併、住友炭砿株式会社を設立。
- 1937年（昭和12年）6月 - 住友炭砿と住友別子鉱山を合併、住友鉱業株式会社を設立。
- 1938年（昭和13年） - 赤平炭砿（北海道赤平市）を開坑。
- 1946年（昭和21年） 1月 - 商号を井華鉱業株式会社に変更。
- 1949年（昭和24年）10月 - 東京・大阪両証券取引所に株式を上場。
- 1950年（昭和25年）
  - 2月 - 本社を大阪市から東京都に移転。
  - 3月 - 過度経済力集中排除法により、金属部門（現・住友金属鉱山）、土木建築部門（現・三井住友建設）、調度部門（新居浜大丸・2001年閉店）を分離、石炭専業の会社となる。
- 1952年（昭和27年）7月 - 商号を住友石炭鉱業株式会社に変更。
- 1963年（昭和38年）
  - 1月23日 - 住友赤平炭鉱・奔別炭鉱の配給所計14店舗を日本商事(後のジョイ (スーパーマーケット))に移管。
  - 11月 - 奈井江炭鉱(1972年閉山、現在の新奈井江カントリークラブ)を分離して大日興産を設立。
- 1971年（昭和46年）
  - 7月 - 歌志内砿で山はねからガス突出事故、30人が死亡。
  - 10月 - 奔別砿・歌志内砿閉山、赤平砿一山体制となる。
- 1974年（昭和49年）10月 - 扶桑建設(札幌市)と住石工業(東京都)を合併し、住石扶桑工業(現・スミセキ・コンテック)を設立[8]。
- 1979年（昭和54年） - 海外炭の販売開始。
  - 10月 - 赤平炭砿を分離して住友石炭赤平炭砿株式会社を設立。
- 1983年（昭和58年）5月 - 赤平技術サービス株式会社（現・株式会社イズミテック）を設立。
- 1987年（昭和62年）- 人工ダイヤモンド合成実験開始。
- 1988年（昭和63年）10月 - 豪州の炭鉱会社Wambo Mining Corporation Pty.Ltd.に資本参加。
- 1989年（平成元年）- 東京住宅事業部発足。
- 1991年（平成3年）- 株式会社イズミダイヤ設立。
- 1994年（平成6年）
  - 2月 - 赤平炭砿閉山。
  - 3月 - 住友石炭赤平炭砿株式会社解散。
  - 9月 - 赤平市にイズミプレカット株式会社(平成11年、同じく住友石炭鉱業子会社の株式会社ニッショウと合併)を設立。[9]
- 1995年（平成7年）9月 - 日本商事株式会社を設立。
- 1998年（平成10年）4月 - 泉山興業株式会社を買収。
- 2001年（平成13年）1月 - 豪州の炭鉱会社Wambo Mining Corporation Pty.Ltd.を売却。
- 2000年（平成12年）
  - 新素材事業部発足。
  - 青木鉱業より札幌工場を買収し採石事業部札幌事業所とする[10]。
- 2002年（平成14年）- 会社分割を行い、住宅販売事業、不動産賃貸・管理事業、ゴルフ事業及びスーパーマーケット事業部門（ジョイ）の営業を新設の株式会社エスシーエム興産（2005年、民事再生法申請）に承継。
- 2004年（平成16年）-  エスシーエム興産を売却し上記事業から撤退。ニッショウ及びスミセキ・コンテックをMBOで売却。
- 2005年（平成17年）- SPS事業を分社化しSPSシンテックス株式会社を設立[11]。株式の60%を双日が取得。
- 2006年（平成18年）12月 - 住石岩泉砕石株式会社を設立。
- 2008年（平成20年）
  - 9月 - 株式上場廃止。
  - 10月 - 単独株式移転により、住石ホールディングス株式会社を設立し、東京証券取引所に新規上場。また同社の完全子会社となり、商号を住石マテリアルズ株式会社に変更。
- 2009年（平成21年）
  - 7月 - 住石岩泉砕石株式会社を解散し、岩泉での採石事業から撤退[12]。
  - 10月 - 石炭事業部門を住石貿易株式会社へ譲渡。
- 2010年（平成22年） 6月 - 日本商事を合併し、同社が営む建材・機材事業を承継。
- 2016年（平成28年）4月 - 採石事業部山陽事業所を分社化し住石山陽採石株式会社を設立[13]。
- 2020年（令和2年）12月20日 - 本社を田中田村町ビルから移転[14]。

## 系列会社
- 住石貿易株式会社
- 泉山興業株式会社